# Stary Folwark (województwo podlaskie)
Stary Folwark – osada w Polsce położona w województwie podlaskim, w powiecie suwalskim, w gminie Suwałki. Stary Folwark leży na terenie Wigierskiego Parku Narodowego.
W latach 1973–1976 miejscowość była siedzibą gminy Stary Folwark. W latach 1975–1998 miejscowość należała administracyjnie do województwa suwalskiego.
Wierni kościoła rzymskokatolickiego należą do parafii Niepokalanego Poczęcia Najświętszej Maryi Panny w Wigrach.

## Turystyka

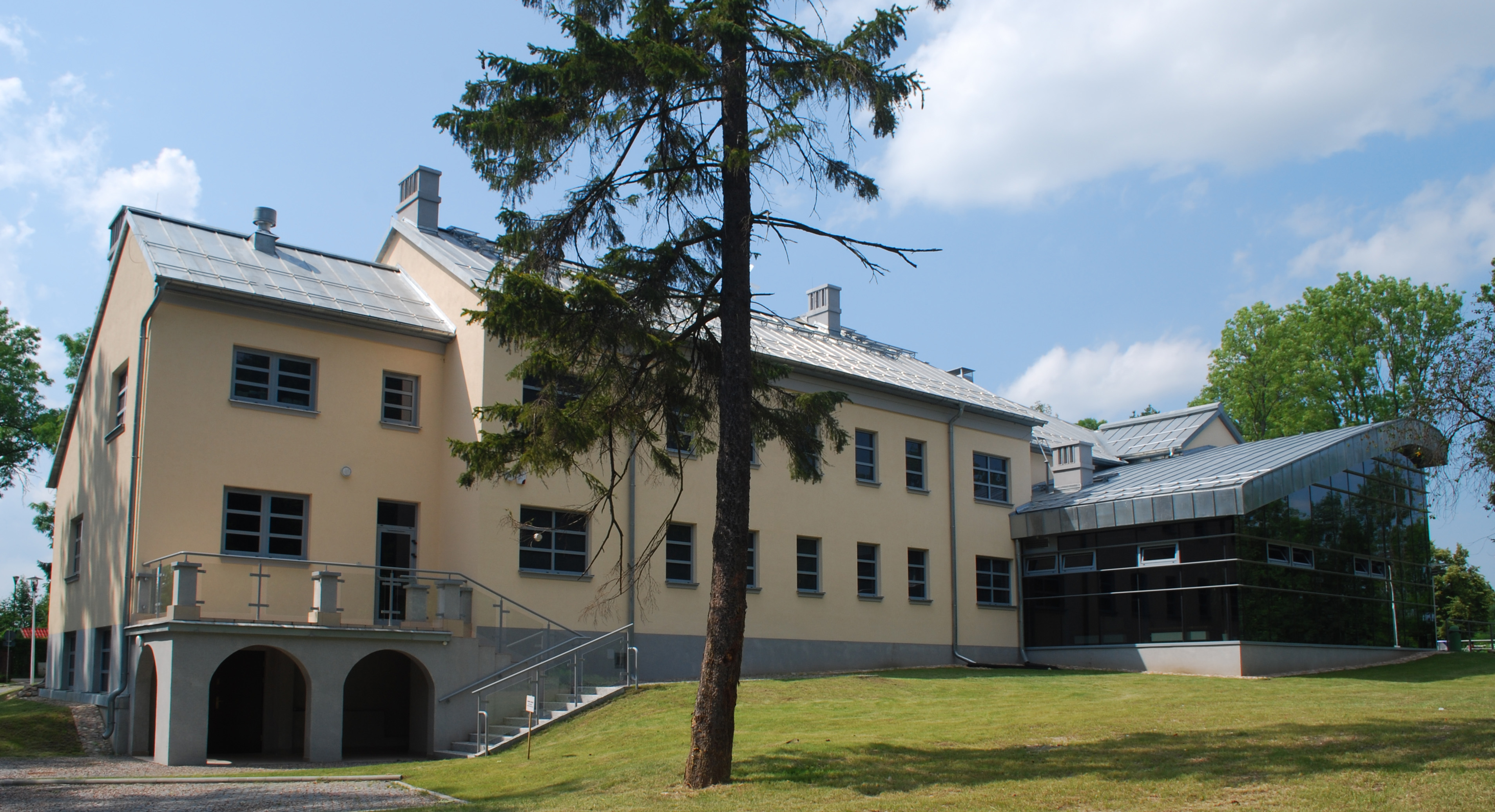
Muzeum Wigier

We wsi znajduje się Muzeum Wigierskiego Parku Narodowego zawierające ekspozycje hydrobiologiczne, przyrodnicze i etnograficzne.
Klub Wodny Hańcza nad Wigrami posiada: wypożyczalnię sprzętu wodnego (żaglówki, kajaki, łodzie wiosłowe), przystań, kąpielisko, kemping i pole namiotowe.
W Starym Folwarku znajduje się również ośrodek PTTK, który dysponuje: wypożyczalnią sprzętu wodnego, boiskiem sportowym, plażą z kąpieliskiem, kempingiem, polem namiotowym, stołówką oraz domem wypoczynkowym.

### Baza noclegowa
We wsi znajdują się prywatne pensjonaty i kwatery turystyczne, dwa kempingi i kilka pól namiotowych, oraz dwie restauracje oferujące dania rybne i regionalne.

## Zabytki
Do rejestru zabytków Narodowego Instytutu Dziedzictwa wpisane są następujące obiekty:
- cmentarz parafialny rzymskokatolicki (nr rej.: 620 z 11.01.1989)